# الخطوط الجوية المالاوية
شركة طيران ملاوي المحدودة للخطوط الجوية الوطنية المملوكة للدولة، ومقرها في بلانتير، تقدم خدمات نقل الركاب الإقليمية. لكن بسبب وضع الشركة المالي، حيث أعلنت حكومة ملاوي في نوفمبر تشرين الثاني عام 2012 عن وضع شركة الطيران الحكومية في التصفية الاختيارية، وعلقت الرحلات منذ فبراير شباط عام 2013.
بدأت شركة الطيران الملاوية العمليات في عام 1964 كشركة تابعة لشركة الخطوط الجوية لأفريقيا الوسطى، وفيما بعد أصبحت مستقلة وشركة الطيران الوطنية في ملاوي. باستثناء الرحلات الطويلة قصيرة الأجل إلى لندن في 1970 م، ركزت الشركة دائما على الرحلات الداخلية والإقليمية، من قاعدتها الرئيسية في مطار شيليكا الدولي في بلانتير.
كانت شركة الطيران الملاوية في كثير من الأحيان تواجه صعوبات مالية، حيث حاولت حكومة مالاوي خصخصة شركة الطيران في مناسبتين دون نجاح. فشلت المحاولة الأولى في عام 2003 لأن صاحب العرض الفائز، في شراكة مع الخطوط الجوية لجنوب أفريقيا، لم يتمكن من تسديد السندات المالية. المحاولة الثانية في عام 2007 فشلت بعد خلافات حول شروط مع مقدم العرض، قمير في جنوب أفريقيا الحكومة، وأكد من خلال وكيلها لجنة الخصخصة، التي أعلن عنها في سبتمبر 2012 أنه قد شرعت في بحث آخر لتحديد شريك استراتيجي لحقوق الملكية التابعة لشركة الطيران الملاوية، وفي يوليو 2013 دخلت الخطوط الجوية الإثيوبية كشريك جديد في شركة الطيران حيث سميت الخطوط الجوية المالاوية.

## الوجهات
تعمل الخطوط الجوية المالاوية إلى الوجهات التالية، اعتبارا من شهر نوفمبر عام 2011:
- † المحور.
- ¤ مدينة الإرتكاز.